# Drosophila paratarsata
Drosophila paratarsata este o specie de muște din genul Drosophila, familia Drosophilidae, descrisă de Vilela în anul 1985.
Este endemică în Peru. Conform Catalogue of Life specia Drosophila paratarsata nu are subspecii cunoscute.